# Адам Грдіна
Адам Грдіна (словац. Adam Hrdina, 12 лютого 2004, Нова Баня) — словацький футболіст, воротар клубу «Слован» (Братислава).

## Клубна кар'єра
Вихованець «Нітри», з якої 2019 року перейшов до академії братиславського «Слована»,. З 2021 року став залучатись до матчів резервної команди, що грала у Другій лізі. 
15 березня дебютував за основну команду у чвертьфіналі Кубка Словаччини проти клубу ВіОн (2:0), відігравши усю гру. 14 травня 2022 року в поєдинку з командою «Середь» (3:0) Грдіна дебютував у словацькій Суперлізі. За підсумку того сезону Адам виграв з командою національний чемпіонат, втім на поле більше жодного разу і не вийшов.

## Виступи за збірну
У 2021–2022 роках Грдіна зіграв 3 гри у складі юнацької збірної Словаччини до 19 років.

## Досягнення
- Чемпіон Словаччини: 2021/22, 2022/23